# Euphorbia proctorii
Euphorbia proctorii là một loài thực vật có hoa trong họ Đại kích. Loài này được (D.G.Burch) Correll mô tả khoa học đầu tiên năm 1980.